# Giáo hoàng Urbanô III
Urbanô III (Latinh: Urbanus III) là vị giáo hoàng thứ 172 của giáo hội Công giáo.
Theo niên giám tòa thánh năm 1806 thì ông đắc cử Giáo hoàng năm 1185 và ở ngôi Giáo hoàng trong 1 năm 10 tháng 25 ngày. Niên giám tòa thánh năm 2003 xác định ông đắc cử Giáo hoàng ngày 25 tháng 11 năm 1185, ngày khai mạc chức vụ mục tử đoàn chiên chúa là ngày 1 tháng 12 và ngày kết thúc triều đại của ông là ngày 20 tháng 10 năm 1187.
Giáo hoàng Urbanus III sinh tại Milan với tên là Uberto Crivelli. Ông được bầu ở Verona và đã lập giáo triều ở đó. Khi còn là hồng y, ông đã gầy dựng "Liên minh Lombard".
Đức Urban cũng phải đương đầu gay gắt với Barbarossa một cách đặc biệt sau cuộc kết hôn giữa con trai của Friedrich Barbarossa với con gái của Roger Sicily. Ông cương quyết chống lại thói kiêu căng của hoàng đế Barbarossa.
Giáo hoàng Urban III lên tiếng kêu gọi các vua chúa châu Âu tiến hành cuộc thập tự chinh. Hoàng đế Friedrich I của Đế quốc La Mã Thần thánh, vua Pháp Philippe Auguste và vua Richard I của Anh - biệt hiệu "Tim Sư tử" xuất quân và đây là cuộc Thập tự chinh lần thứ ba (1189-1192).